# Odd Grüner-Hegge
Odd Grüner-Hegge (né le 23 septembre 1899 à Oslo et mort le 11 mai 1973 dans la même ville) est un pianiste, compositeur et chef d’orchestre norvégien.

## Biographie
Odd Grüner-Hegge naît et grandit à Oslo. Son enfance est marquée par une rencontre avec Edvard Grieg, qui confirme sa vocation musicale. Le jeune Grüner-Hegge étudie alors le piano et la composition, notamment auprès d’Otto Winter-Hjelm et de Gustav Lange. Il présente en 1917 une sonate pour violon, jouée par son frère Finn, reçue favorablement par la critique, et fait l’année suivante ses premières représentations au piano, interprétant des pièces de Grieg.
Grüner-Hegge voyage ensuite en Europe, où il rencontre les chefs d’orchestre Camillo Hildebrand et Felix Weingartner ; à son retour en Norvège en 1927, il dirige pour la première fois, lors d’une représentation de l’orchestre de la Société philharmonique. En 1931, il est officiellement engagé comme chef d’orchestre de cet ensemble, et présente donc les années suivantes plusieurs premières représentations importantes. Sous la direction artistique d’Olav Kielland (en) à partir de 1933, il dirige moins souvent, à titre d’invité, l’orchestre d’Oslo, tout en se produisant également avec l’orchestre philharmonique de Bergen ; Grüner-Hegge retrouve en 1945, au départ de Kielland, son poste de chef d’orchestre, et assure également la direction artistique, le tout jusqu’en 1962, où Øivin Fjeldstad le remplace. Dans les années 1930 et 1940, il accompagne l’orchestre lors de voyages à l’étranger, notamment à Paris, où son travail est remarqué,.
En 1953, c’est lui qui guide l’orchestre accompagnant Kirsten Flagstad lors du premier Festival international de Bergen (en),. La chanteuse prend la direction à sa création dans les années 1950 de l’opéra de Norvège, mais doit prendre du retrait pour raisons de santé ; Grüner-Hegge devient donc directeur par intérim de la structure en 1960, avant d’être nommé officiellement directeur l’année suivante, poste qu’il occupera jusqu’en 1969.

## Distinctions
- 1949 : médaille royale du mérite (or)[6]
- 1959 :  Chevalier de 1re classe de l'ordre de Saint-Olaf[7]
- Chevalier de l'ordre de Dannebrog[7]
- Chevalier de l'ordre royal de l'Étoile polaire[7]